# Лазакович, Тамара Васильевна
Тама́ра Васи́льевна Лазако́вич (11 марта 1954, Гусево, Калининградская область — 1 ноября 1992, Витебск) — советская гимнастка, заслуженный мастер спорта СССР (1972), неоднократная чемпионка СССР, Европы и мира по спортивной гимнастике, чемпионка XX Олимпийских игр в Мюнхене 1972 года в командном зачёте.

## Биография

### Ранние годы
Родилась в семье фронтовика-инвалида и уборщицы. Семья будущей чемпионки в начале 1960-х годов переехала в Витебск, где Тамара и начала занятия спортивной гимнастикой.
По воспоминаниям её тренера В. Д. Дмитриева Тамара была весьма одарённой в спортивном плане, но совершенно «заброшенная» в плане её воспитания родителями. Отец сильно пил, а мать воспитанием дочки практически не занималась. Тамара попала под влияние таких же неблагополучных уличных друзей («блатной романтики»).

### Спортивная карьера
Первый тренер — почётный гражданин города Витебска Викентий Дмитриевич Дмитриев, один из основателей витебской школы спортивной гимнастики. Лазакович была самой юной воспитанницей Дмитриева. Остальные гимнастки в школе, например, Лариса Петрик, были на 4-5 лет старше её и уже имели звания мастеров. Лазакович, однако, быстро перегнала всех благодаря своим феноменальным физическим и личностным качествам — ловкости, сообразительности, полному отсутствию страха и трудолюбию. В одном из интервью Тамара призналась, что часто тренировалась до кровавых мозолей на руках.
Крупным спортивным достижением Лазакович стала её победа на XX Олимпийских играх в Мюнхене 1972 года, где она стала чемпионкой в командном зачёте и завоевала серебряную медаль в упражнениях на бревне и бронзовые — в многоборье и вольных упражнениях. Чемпионка СССР 1970 года, Чемпионка СССР 1971 и 1972 годов.
Самым удачным стал для Лазакович 1971, когда она выиграла три золотые медали чемпионата Европы, стала абсолютной чемпионкой Европы, абсолютной победительницей Спартакиады народов СССР и чемпионата СССР. На чемпионате Европы 1971 года, который проводился в Минске, Лазакович разделила титул абсолютной чемпионки с Людмилой Турищевой.
Лазакович окончила Витебский физкультурный техникум, однако не поехала на учёбу в Минск или Москву, поскольку её не отпустил учиться тренер (согласно её интервью из фильма — «Вы поедете на бал»).
У неё была возможность уехать на Запад после того, как она во время гастролей по США в начале 1970-х годов познакомилась с молодым канадским бизнесменом, однако её воспитание дочери фронтовика не позволило ей покинуть Родину.

### После большого спорта
С середины 1970-х годов Лазакович работала сначала детским тренером в спортивной школе, откуда была уволена после конфликта с обучаемым. Это могло быть связано с её характером, который её тренер характеризовал как обидчивый и своевольный. Потом она работала инструктором в Комитете по физкультуре и спорту Витебского облисполком, но также уволена в 1982 году за пьянство. Тренер помог ей устроиться на чулочно-трикотажную фабрику «КИМ» инструктором по физкультуре, где она также долго не продержалась. Потом была работа на производственном объединении «Монолит» (вновь уволена) и в химчистке.
В целом её работа тренером не удовлетворяла чемпионку. В одном из интервью она сказала о том, что

«Сейчас я понимаю, что, чтобы стать хорошим тренером, необходимо, кроме всего прочего, быть бесконечно терпеливой и последовательной. А когда увидела, что воспитанницы через три месяца всё ещё не чемпионки мира, а по-прежнему неуклюже падают с бревна, растерялась. Возможно, это был первый разлад с собой — что же делать дальше? И, кажется, утратила веру в себя».

Многие, кто лично знал чемпионку, считают, что она не смогла найти своё место в жизни после ухода из большого спорта и проблем в личной жизни, что привело к пробуждению старых привычек к спиртному вплоть до периодических запоев. В 1984 году Лазакович привлекалась к уголовной ответственности за квартирную кражу. После отбытия наказания в колонии Лазакович пыталась поменять свою жизнь, покинув Витебск, однако перемена обстановки не помогла ей обрести душевное равновесие. Располагая вначале материальным достатком, в последние годы жизни Лазакович жила на скромную пенсию, выделенную Госкомспортом Белоруссии.

### Смерть
Тамара Васильевна Лазакович умерла в возрасте 38 лет при невыясненных обстоятельствах: 1 ноября 1992 года её тело было обнаружено на железнодорожных путях за станцией Витебск. При ней не было документов и опознали Лазакович только благодаря найденной при ней медали с выгравированной надписью «Мюнхен, 1972». Похоронена на Мазуринском кладбище в Витебске.

### Семья
Во второй половине 1980-х Лазакович жила с матерью и мужем — Сергеем Туляковым в Витебской области, где Сергей работал егерем. Воспитывали дочь Тамары Светлану.

## Награды и звания
- Орден Знак Почета
- Заслуженный мастер спорта СССР (1972)

## Память
В увековечение памяти Лазакович в Витебске в ноябре-декабре проводятся ежегодные соревнования по спортивной гимнастике.

## Фильмография
- Фильм «Новенькая» (1968), где в полном составе снялась сборная СССР по спортивной гимнастике
- Документальный фильм «Вы поедете на бал» (1987)